# 華陵里
華陵里，位於臺灣桃園市復興區南部，復興區面積第一大里，人口有1,622人。西以雪白山與新竹縣尖石鄉玉峰村為界，北以低陸山東南山脊、拉拉溪與三光、高義二里相鄰，東以尖山與宜蘭縣大同鄉英士村、新北市烏來區福山里接壤，南與宜蘭縣大同鄉茂安、太平村相鄰。主要居民屬泰雅族大嵙崁後山群武道能敢社與巴陵社。

## 里名由來
來自於里內二大部落「光華」（哈嘎灣）與「巴陵」，各取最後一字組合。里內包括下巴陵（Balung）、中巴陵、上巴陵、卡拉（Kara，加勞社）、比亞山（Pyasan）、哈嘎灣（Hakawan，戰後稱「光華」）、嘎拉賀（Karaho/Qlaho，日語音譯「唐穗」，戰後稱「新興」）等部落，里中心為（下）巴陵部落。

## 歷史沿革
清代光緒12年（1886年），劉銘傳於大嵙崁（今大溪區）設立「臺灣撫墾總局」，該村屬於總局之「大嵙崁撫墾事務總辦」。日治時期，明治29年（1896年），屬大嵙崁撫墾署管轄；明治31年（1898年）改隸三角湧辦務署大嵙崁支署；明治33年（1900年）改屬大嵙崁辦務署；明治34年（1901年）屬桃仔園廳大嵙崁支廳；明治38年（1905年）屬桃園廳大嵙崁支廳番地；大正9年（1920年）屬新竹州大溪郡蕃地。
二次大戰結束後，國民政府接收臺灣，民國36年（1947年）屬新竹縣角板鄉（今復興區）三光村；民國62年（1973年）劃東半部置「華陵村」，之後該村村名及界線未再改變。

## 旅遊景點
- 新興（嘎拉賀）溫泉、四稜溫泉
- 拉拉山神木區
- 嘎拉賀神木群
- 巴陵大橋、巴陵舊橋
- 巴陵古道生態園區
- 三龜戲水
- 方舟教堂
- 巴陵鐵塔

## 宗教

### 教會
| 教會名稱                                                    | 建立時間      | 地址                  |
| ----------------------------------------------------------- | ------------- | --------------------- |
| 台灣基督長老教會泰雅爾中會巴陵教會 （页面存档备份，存于）   | 1956年10月1日 | 華陵里9鄰巴崚75-1號   |
| 臺灣基督長老教會加拉教會（方舟教堂） （页面存档备份，存于） | 1960年        | 華陵里11鄰巴崚170-1號 |
| 臺灣基督長老教會泰雅爾中會華陵教會                          | 1990年        | 華陵里7鄰巴陵20號     |
| 臺灣基督長老教會哈嘎灣教會 （页面存档备份，存于）           | 1959年        | 華陵里6鄰哈嘎灣34號   |
| 臺灣基督長老教會嘎拉賀教會                                  | 1946年5月17日 | 華陵里1鄰嘎拉賀5號    |
| 上巴陵真耶穌教會                                            |               | 華陵里9鄰40號         |
| 基督復臨安息日會巴陵教會 （页面存档备份，存于）             |               | 華陵里7鄰3號          |
| 真耶穌中巴陵教會                                            |               |                       |

## 外部連結
- 復興區公所 （页面存档备份，存于）
- 台灣基督長老教會 （页面存档备份，存于）